# 幡谷站
幡谷站（日语：／ Hatagaya eki */?）是位於日本東京都澀谷區幡谷一丁目，屬於京王電鐵京王線（京王新線）的鐵路車站。車站編號是KO03。

## 年表

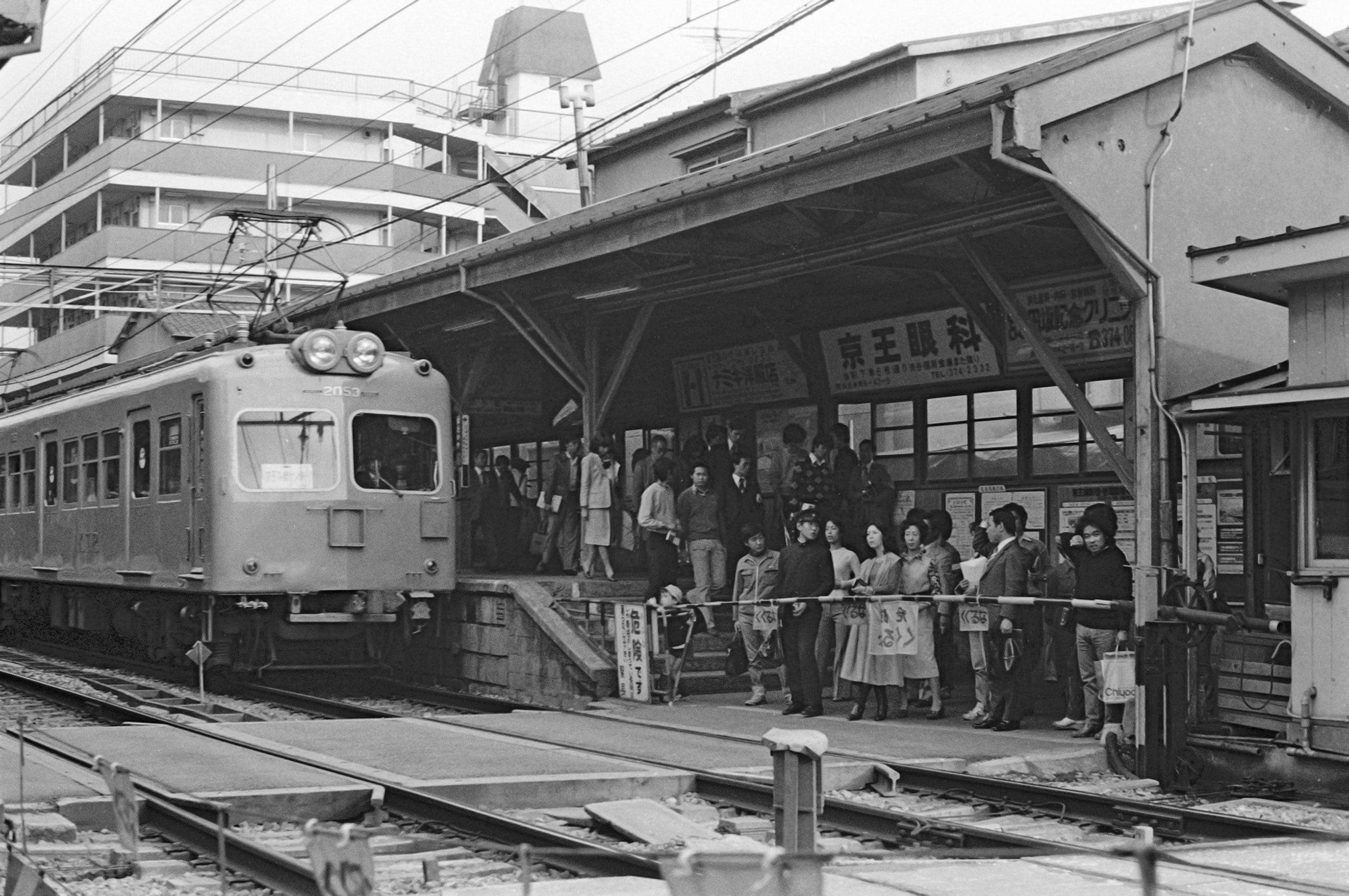
營業最終日的舊幡谷站
（1978年10月30日）

- 1913年11月11日，幡谷站作為京王電氣軌道的車站啟用。
- 1944年5月31日，京王與東京急行電鐵合併後，幡谷站作為京王線的車站運行。
- 1948年6月1日，東急與京王帝都電鐵分拆，幡谷站成為京王的車站。
- 1978年10月31日，京王新線開通後，幡谷站搬至現址並改為地下站。
- 2013年2月22日，以KO03作為幡谷站的編號。

### 站名由來
以當時地名「豐多摩郡代代幡村大字幡谷」命名。

## 車站構造
車站站體在首都高速4號新宿線與國道20號（甲州街道）下方。月台位於地下2樓，屬2面2線側式月台，往閘口的樓梯在笹塚站側。閘口位於地下1樓，付費區內設有廁所。閘口外西向通道的右方可至甲州街道北側，左方可至南側。兩側皆與大樓連結。
原來初台站為京王線的地上站，新線開通時移轉至現址並地下化
2008年10月左右，月台設置緊急通道。地上出口在國道20號中央分隔島中、首都高速4號新宿線高架下。

### 月台配置
| 月台 | 路線     | 方向 | 目的地                       |
| ---- | -------- | ---- | ---------------------------- |
| 1    | 京王新線 | 下行 | 笹塚、明大前、調布、橋本方向 |
| 2    | 京王新線 | 上行 | 新線新宿、新宿線方向         |

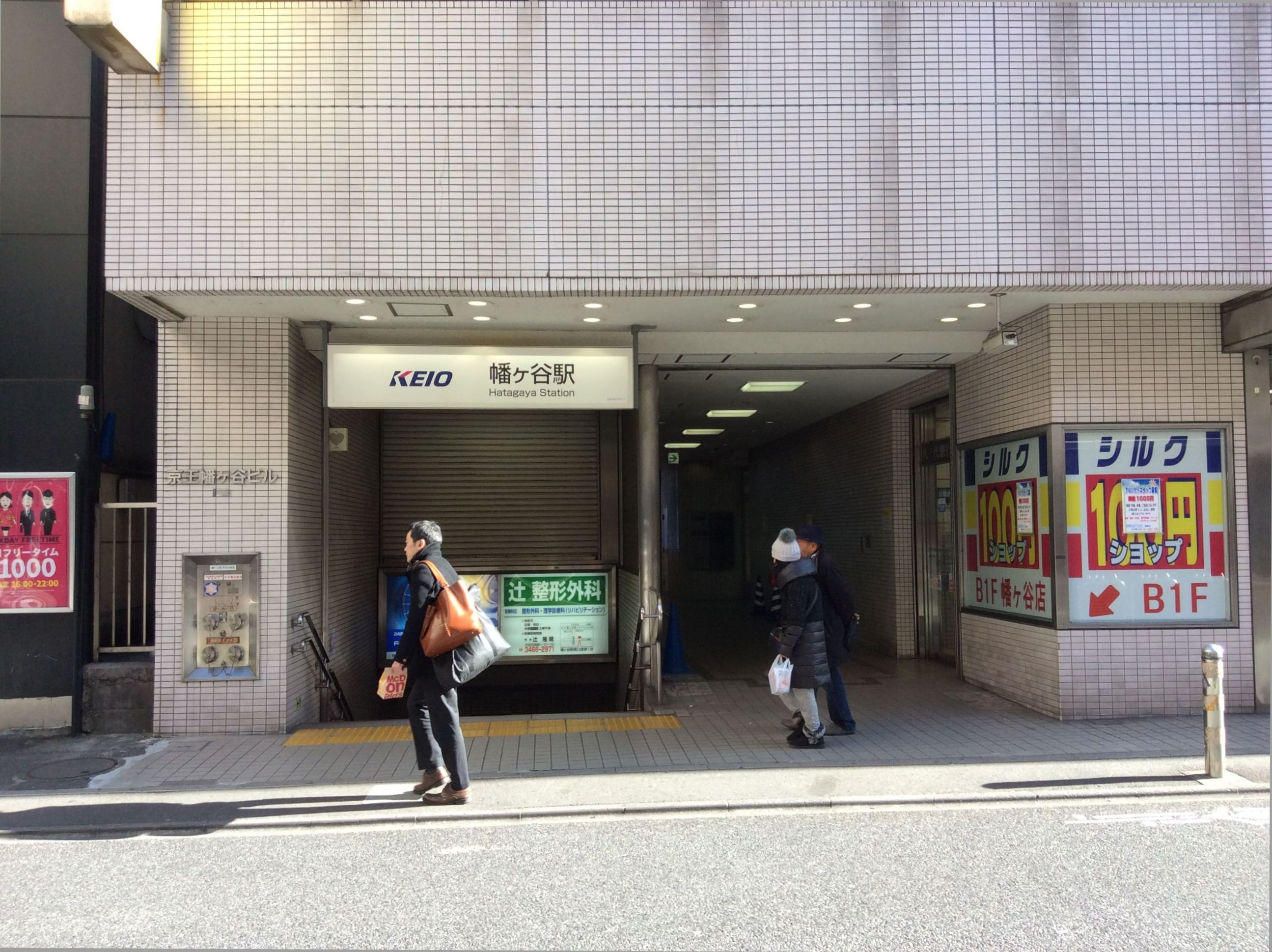
南側入口（2018年1月3日攝）
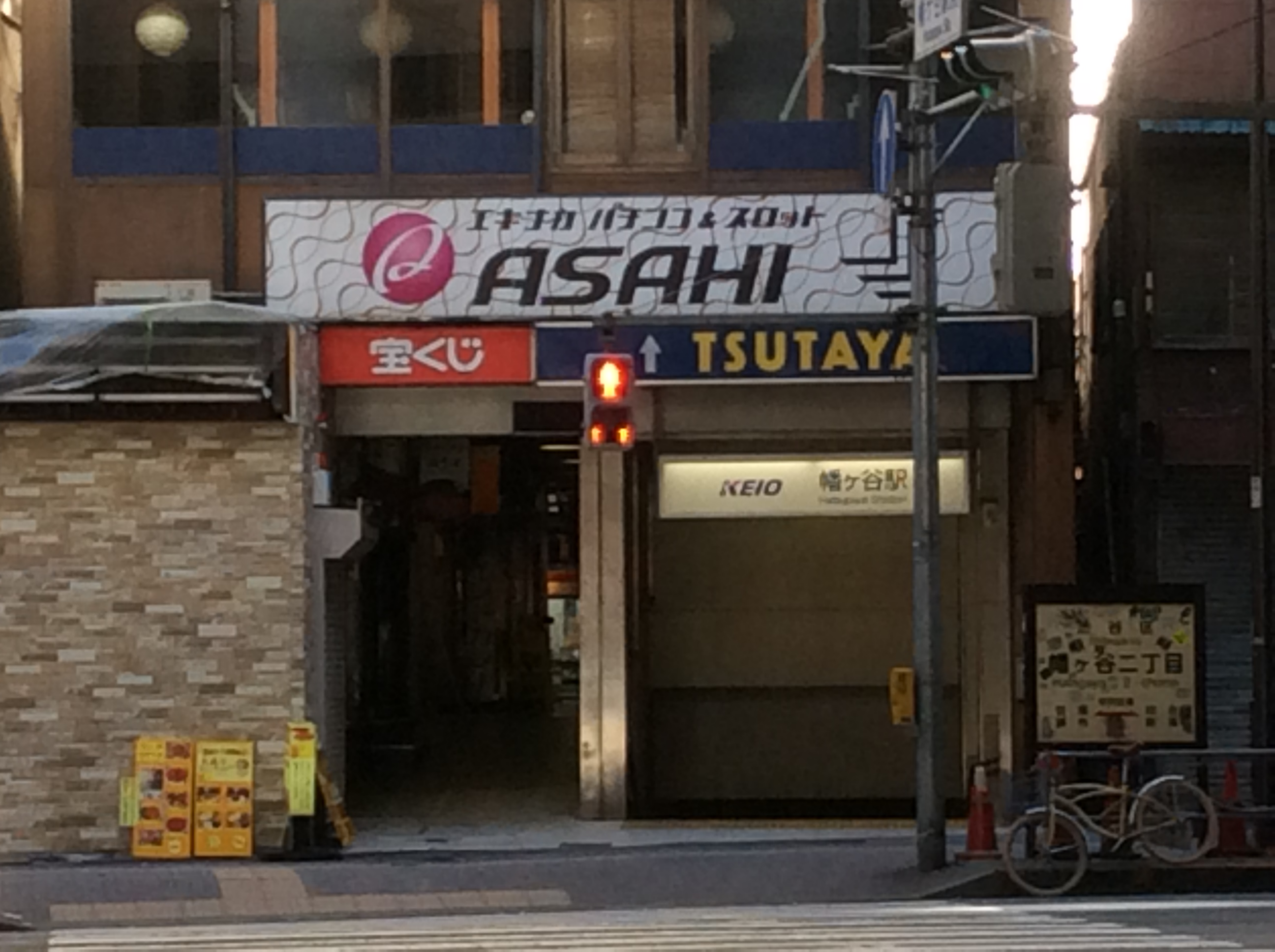
北側入口（2018年1月3日攝）
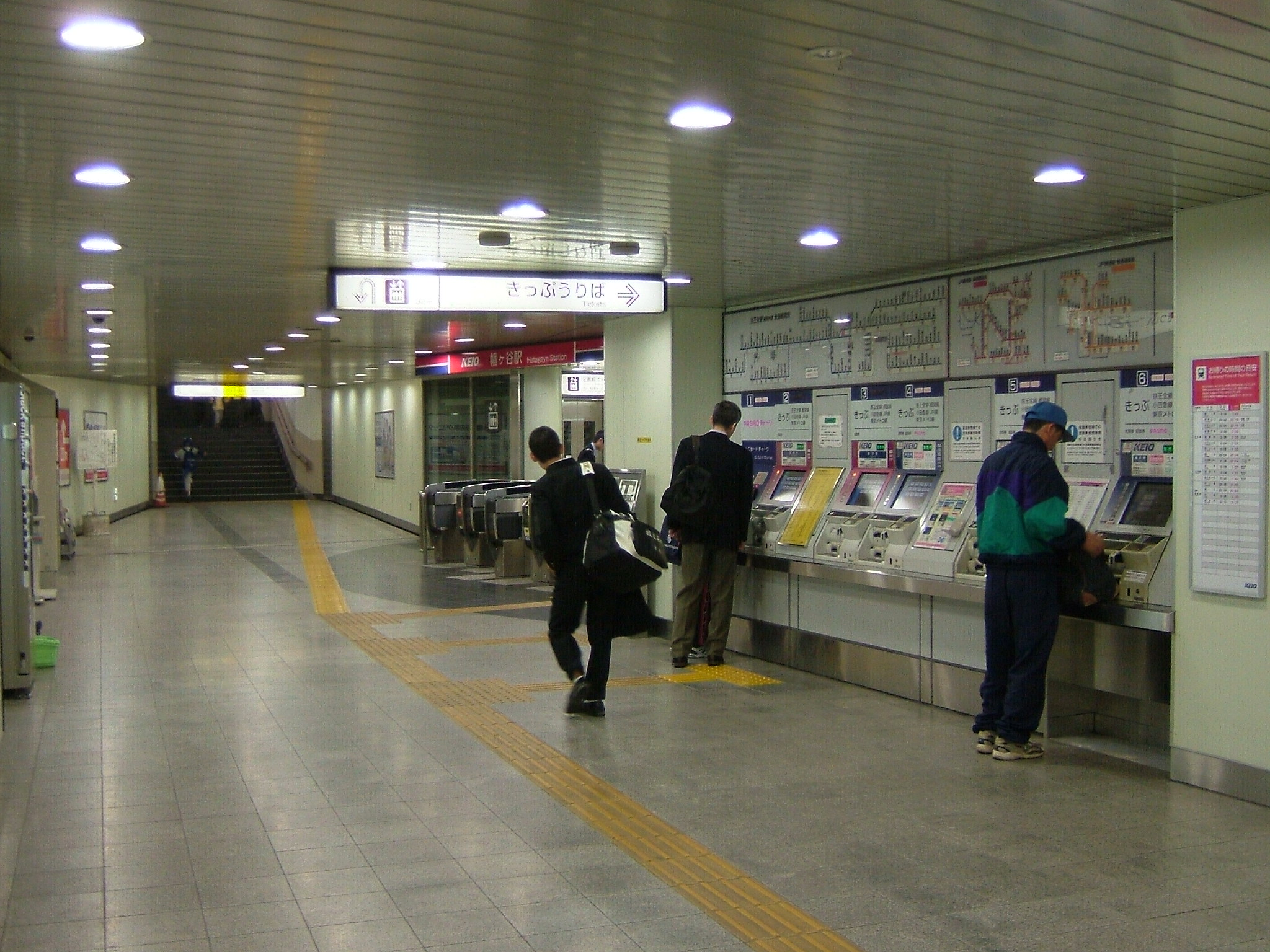
售票處（2009年4月12日）
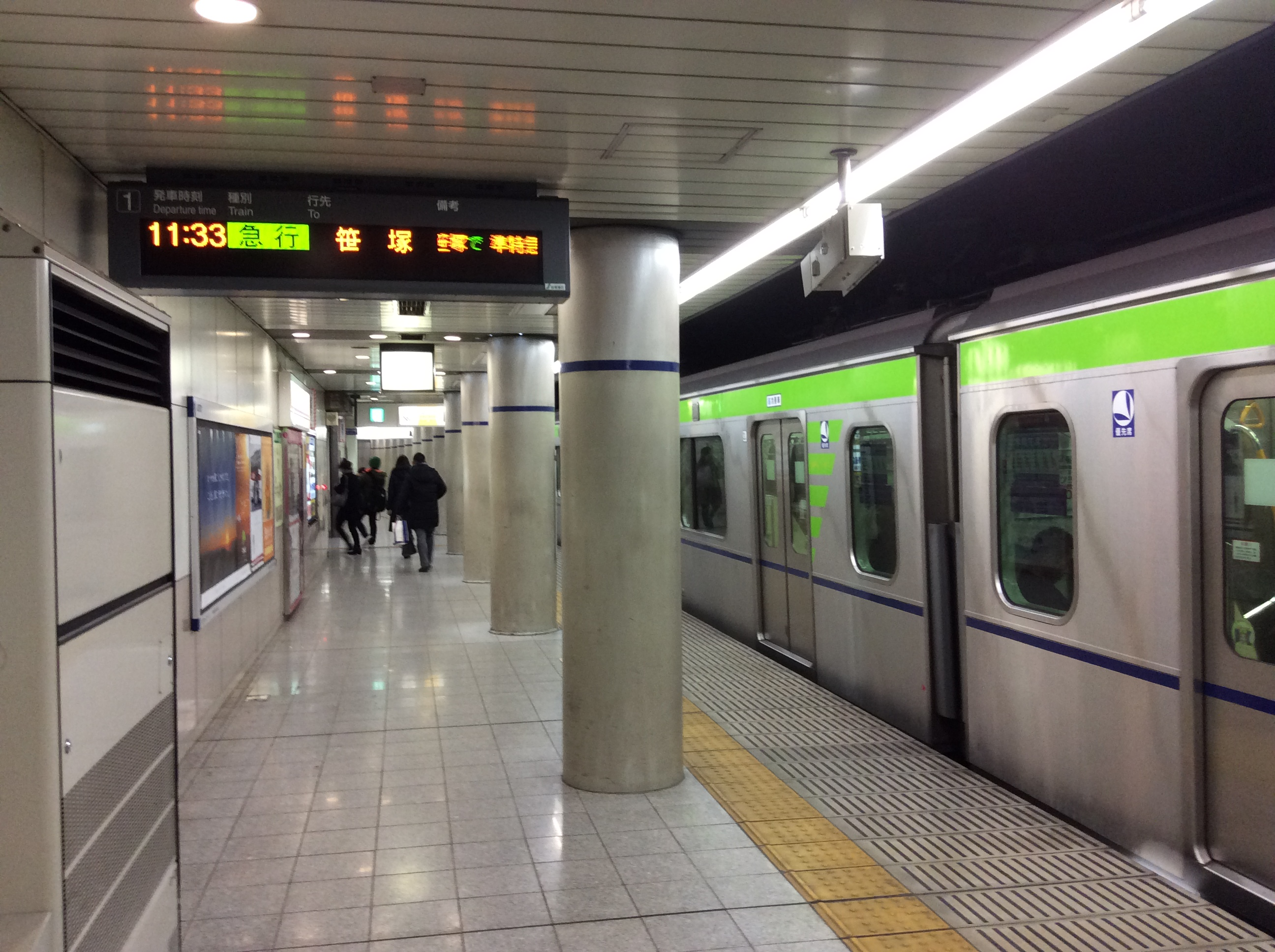
1號月台（2018年1月3日攝）
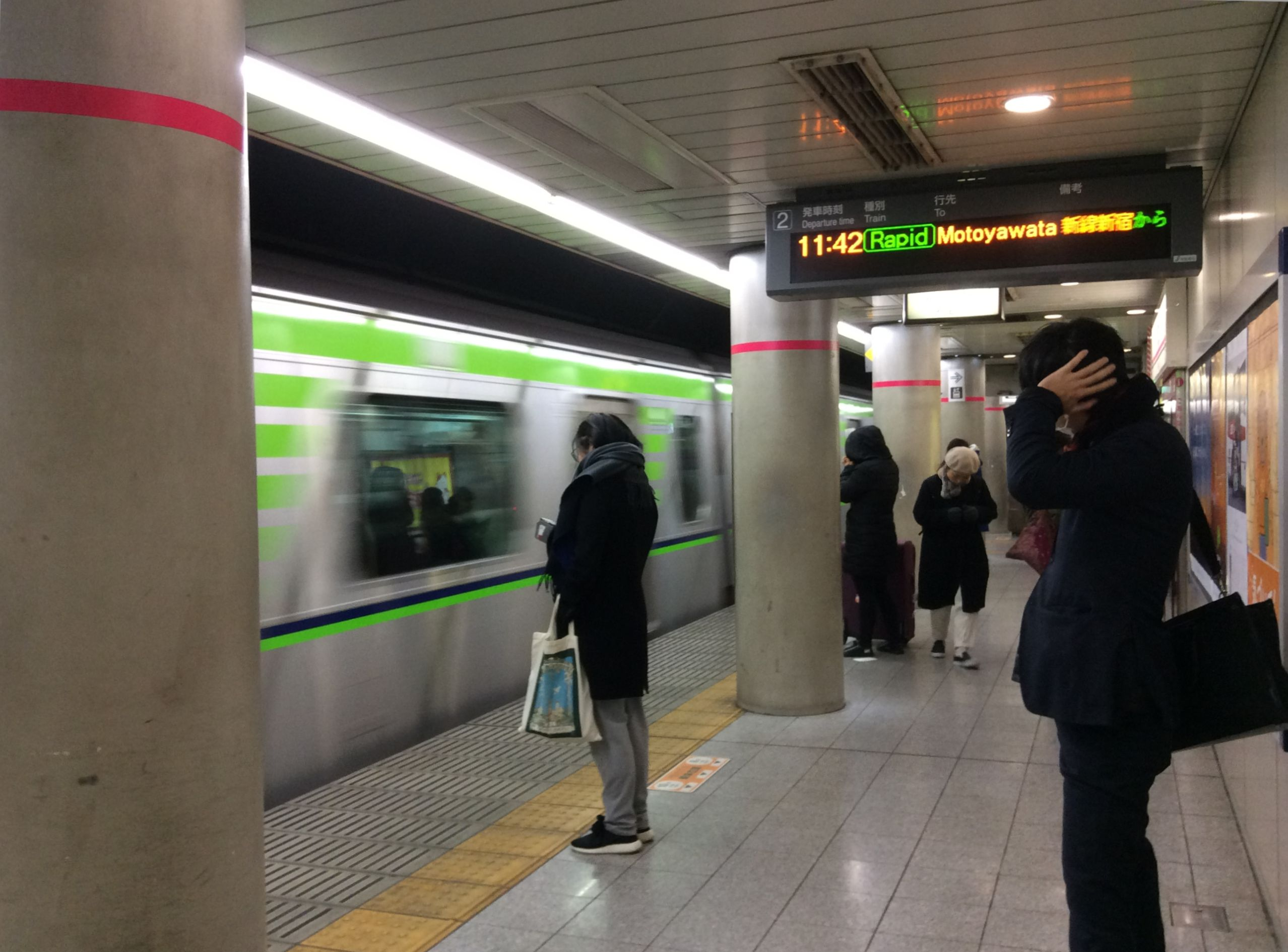
2號月台（2018年1月3日攝）
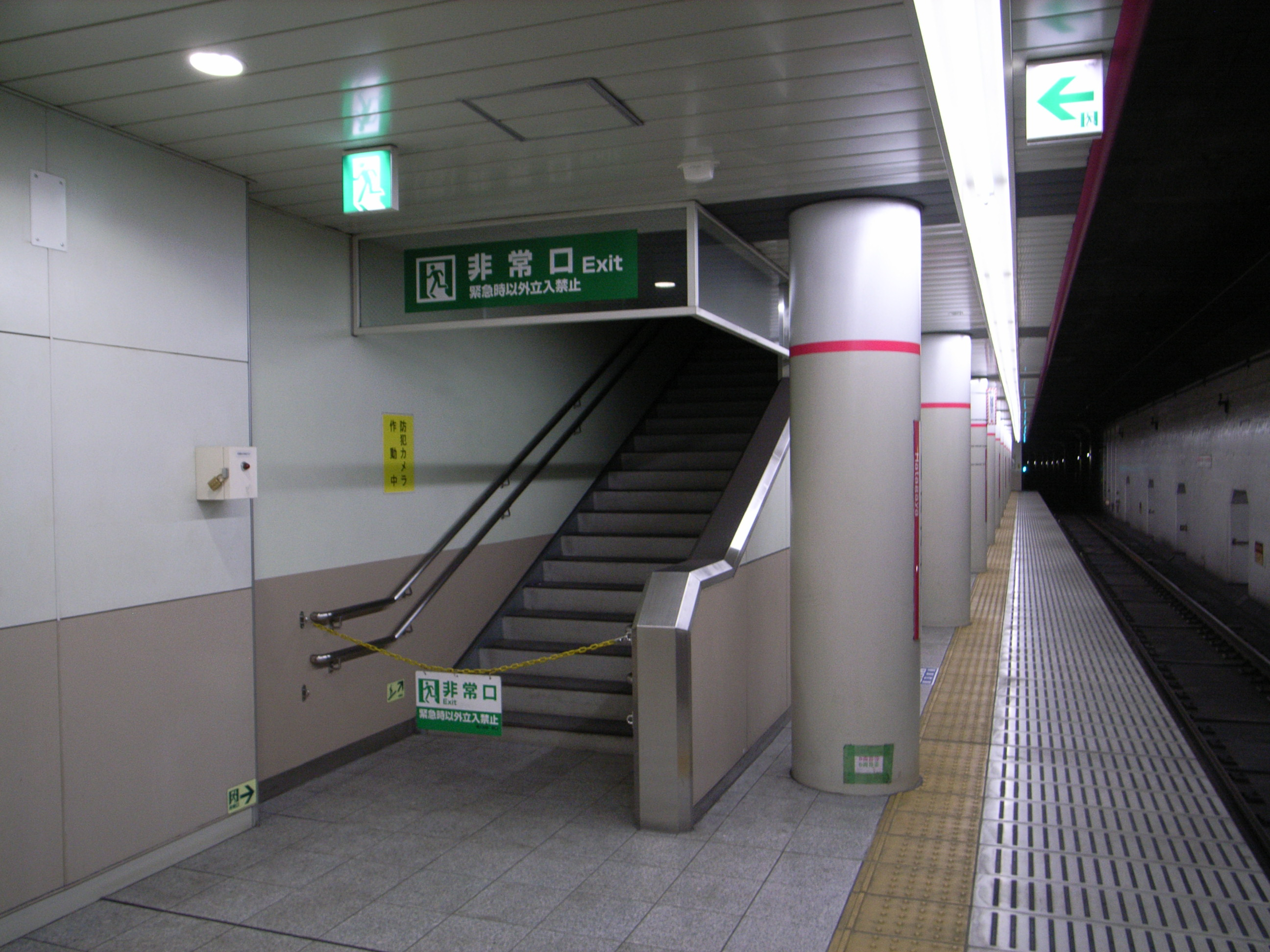
上行月台緊急通道 （2010年1月6日）

## 使用情況
2016年度一日平均上下車人次為31,992人，少於急行、區間急行通過站下高井戶站、仙川站、八幡山站。
近年1日平均上下車、上車人次變化如下。
| 年度               | 一日平均 上下車人次 | 一日平均 上車人次 | 來源     |
| ------------------ | ------------------- | ----------------- | -------- |
| 1955年（昭和30年） | 21,659              |                   |          |
| 1960年（昭和35年） | 30,667              |                   |          |
| 1965年（昭和40年） | 40,375              |                   |          |
| 1969年（昭和44年） | 41,939              |                   |          |
| 1970年（昭和45年） | 40,190              |                   |          |
| 1975年（昭和50年） | 40,148              |                   |          |
| 1978年（昭和53年） | 37,079              |                   |          |
| 1979年（昭和54年） | 33,200              |                   |          |
| 1980年（昭和55年） | 33,234              |                   |          |
| 1985年（昭和60年） | 32,226              |                   |          |
| 1990年（平成02年） | 33,432              | 16,052            | [ * 1 ]  |
| 1991年（平成03年） |                     | 16,904            | [ * 2 ]  |
| 1992年（平成04年） |                     | 17,005            | [ * 3 ]  |
| 1993年（平成05年） |                     | 16,784            | [ * 4 ]  |
| 1994年（平成06年） |                     | 16,219            | [ * 5 ]  |
| 1995年（平成07年） | 34,124              | 16,044            | [ * 6 ]  |
| 1996年（平成08年） |                     | 16,085            | [ * 7 ]  |
| 1997年（平成09年） |                     | 16,014            | [ * 8 ]  |
| 1998年（平成10年） |                     | 15,797            | [ * 9 ]  |
| 1999年（平成11年） |                     | 15,019            | [ * 10 ] |
| 2000年（平成12年） | 32,154              | 14,901            | [ * 11 ] |
| 2001年（平成13年） |                     | 15,258            | [ * 12 ] |
| 2002年（平成14年） |                     | 15,230            | [ * 13 ] |
| 2003年（平成15年） | 31,284              | 15,112            | [ * 14 ] |
| 2004年（平成16年） | 30,881              | 14,964            | [ * 15 ] |
| 2005年（平成17年） | 30,379              | 15,066            | [ * 16 ] |
| 2006年（平成18年） | 29,425              | 14,964            | [ * 17 ] |
| 2007年（平成19年） | 30,097              | 15,342            | [ * 18 ] |
| 2008年（平成20年） | 30,584              | 15,570            | [ * 19 ] |
| 2009年（平成21年） | 30,809              | 15,655            | [ * 20 ] |
| 2010年（平成22年） | 29,909              | 15,197            | [ * 21 ] |
| 2011年（平成23年） | 29,639              | 15,025            | [ * 22 ] |
| 2012年（平成24年） | 30,116              | 15,274            | [ * 23 ] |
| 2013年（平成25年） | 30,985              | 15,668            | [ * 24 ] |
| 2014年（平成26年） | 31,229              | 15,770            | [ * 25 ] |
| 2015年（平成27年） | 31,946              |                   |          |
| 2016年（平成28年） | 31,992              |                   |          |

## 車站周邊
- 道路
  - 國道20號（甲州街道）
  - 首都高速4號新宿線
- 商店
  - 西原商店街
  - 六号通商店街
  - 超市Daiei（日语：ダイエー）
  - 超市LIFE（日语：ライフコーポレーション）
  - 麥當勞
  - 幡谷黃金中心（幡ヶ谷ゴールデンセンター）
- 設施
  - 東京消防廳消防學校（日语：東京消防庁消防学校）
  - 東京消防廳消防技術安全所
  - 消防試驗研究中心（日语：消防試験研究センター）中央試驗中心
  - 國際協力機構東京國際中心
  - 製品評價技術基盤機構（日语：製品評価技術基盤機構）
  - 澀谷區役所（日语：渋谷区役所）西原出張所
  - 澀谷區立西原圖書館
  - 澀谷區立運動中心
  - 代代木郵便局（日语：代々木郵便局）
    - 郵貯銀行代代木店

  - 幡谷南郵便局
  - 澀谷幡谷郵便局
  - 三井住友銀行幡谷支店
  - 八千代銀行（日语：八千代銀行）幡谷支店
  - 野村證券幡谷支店
  - 女童軍日本聯盟
  - 代代木大山公園
- 企業
  - TERUMO（日语：テルモ）
  - 奧林巴斯
  - Good Condition（グッドコンディション）
- 教育機關
  - 澀谷區立代代木中學校
  - 澀谷區立中幡小學校（日语：渋谷区立中幡小学校）
  - 澀谷區立西原小學校（日语：渋谷区立西原小学校）
  - 帝京短期大學
  - 帝京醫學技術專門學校（日语：帝京医学技術専門学校）
  - 東京大學教育學部附屬中等教育學校（日语：東京大学教育学部附属中等教育学校）
- 其他
  - 東京博善（日语：東京博善）代代幡齋場（日语：代々幡斎場）

### 巴士路線
車站旁有「幡谷站」巴士站。
- 都營巴士
  - 澀66（日语：都営バス杉並支所）：澀谷站 - 代代木八幡 - 幡谷站 - 代田橋 - 方南八幡通 - 新高圓寺 - 阿佐谷站
- 京王巴士東
  - 澀63（日语：京王バス東・中野営業所）：澀谷站 - 代代木八幡 - 幡谷站 - 中野車庫 - 中野站
  - 澀66（日语：京王バス東・永福町営業所）：澀谷站 - 代代木八幡 - 幡谷站 - 代田橋 - 方南八幡通 - 新高圓寺 - 阿佐谷站
- 小田急巴士（日语：小田急バス）
  - 宿44（日语：小田急バス吉祥寺営業所）：新宿站西口（日语：新宿駅バスのりば） - 幡谷站 - 永福町 - 吉祥寺站南口 - 武藏境站南口
  - 無編號（日语：小田急シティバス）：新宿站西口 - 幡谷站 - 讀賣樂園（季節運行）

南口步行數分可至「幡谷折返所」巴士站。
- 東急巴士
  - 澀55：幡谷折返所 - 代代木上原 - 澀谷站

## 相鄰車站
京王電鐵
 京王新線
■急行、■區間急行、■快速、■各站停車
初台（KO02）－幡谷（KO03）－笹塚（KO04）

## 外部連結
- 幡谷 - 京王電鐵

35°40′37.4″N 139°40′34.3″E / 35.677056°N 139.676194°E